# Jentink-Gleithörnchen
Das Jentink-Gleithörnchen (Hylopetes platyurus) ist ein Gleithörnchen aus der Gattung der Pfeilschwanz-Gleithörnchen (Hylopetes). Die Art kommt über Teile Südostasiens auf der malaiischen Halbinsel sowie auf Sumatra und Borneo vor.

## Merkmale
Das Jentink-Gleithörnchen erreicht eine Kopf-Rumpf-Länge von etwa 13 Zentimetern und eine Schwanzlänge von etwa 10 Zentimetern. Die Rückenfärbung und die Kopfoberseite sind orange-braun bis braun, die Kehle ist weiß und die Bauchseite creme-weiß. Im Aussehen ähnelt die Art sehr stark dem Grauwangen-Gleithörnchen (Hylopetes lepidus) und dem Rotwangen-Gleithörnchen (Hylopetes spadiceus). Die Rückenfärbung des Grauwangen-Gleithörnchens ist allerdings weitestgehend grau, bei den beiden anderen Arten eher braun bis rötlich-braun. Die Wangen und die Schwanzbasis sind hell und bei dieser Art anders als bei den anderen eher grau statt rötlich gefärbt.
Wie alle Gleithörnchen hat es eine behaarte Gleithaut, die Hand- und Fußgelenke miteinander verbindet und durch eine Hautfalte zwischen den Hinterbeinen und dem Schwanzansatz vergrößert wird. Die Gleithaut ist muskulös und am Rand verstärkt, sie kann entsprechend angespannt und erschlafft werden, um die Richtung des Gleitflugs zu kontrollieren.

## Verbreitung

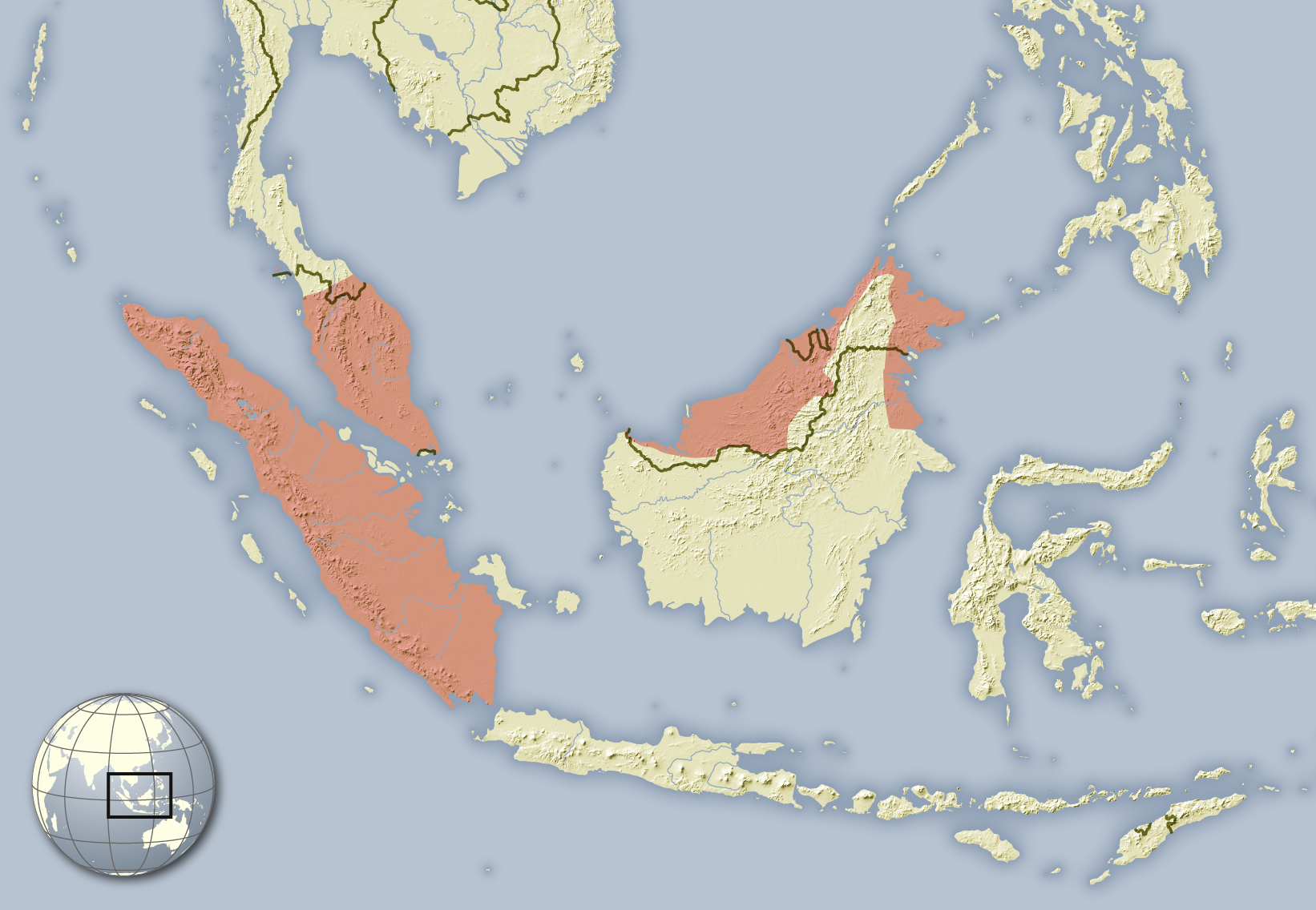
Verbreitungsgebiete des Jentink-Gleithörnchens

Das Verbreitungsgebiet des Jentink-Gleithörnchens umfasst Teile Südostasiens auf der malaiischen Halbinsel sowie auf Sumatra und Borneo, wo es sowohl im malaiischen wie im indonesischen Teil und in Brunei vorkommt.

## Lebensweise
Über die Lebensweise des Jentink-Gleithörnchens liegen nur sehr wenige Daten vor. Der Lebensraum liegt im Flachland in tropischen bis subtropischen Regionen vor allem im Bereich von Waldrändern, in Kautschukplantagen und anderen wenig dicht bewachsenen Vegetationsbereichen. Aus Primärwäldern ist die Art dagegen bislang nicht dokumentiert. Wie andere Arten ist es baumlebend und nachtaktiv.

## Systematik
Das Jentink-Gleithörnchen wird als eigenständige Art innerhalb der Gattung der Pfeilschwanz-Gleithörnchen (Hylopetes) eingeordnet, die insgesamt neun Arten enthält. Die wissenschaftliche Erstbeschreibung stammt von Fredericus Anna Jentink aus dem Jahr 1890 anhand eines Individuums aus dem ehemaligen Sultanat Deli im Norden der Insel Sumatra. In der Vergangenheit kam es in der Literatur häufig zu einer inkonsistenten Trennung zwischen dem Rotwangen-Gleithörnchen (Hylopetes spadiceus) und Hylopetes platyurus sowie dem Grauwangen-Gleithörnchen (Hylopetes lepidus). Hylopetes platyurus galt dabei ursprünglich als Unterart des Grauwangen-Gleithörnchens. Teilweise wurde das heute zum Rotwangen-Gleithörnchen gehörende Hylopetes aurantiacus als Synonym des Jentink-Gleithörnchens betrachtet.
Innerhalb der Art werden keine Unterarten unterschieden.

## Bestand, Gefährdung und Schutz
Das Jentink-Gleithörnchen wird von der International Union for Conservation of Nature and Natural Resources (IUCN) aufgrund der geringen verfügbaren Daten als „data deficient“ gelistet. Hintergrund ist dabei vor allem die strittige Systematik sowie das Fehlen eindeutiger Daten zu den Beständen und der Ökologie der Tiere.

## Belege
1. 1 2 3 4 5 6  Richard W. Thorington Jr., John L. Koprowski, Michael A. Steele: Squirrels of the World. Johns Hopkins University Press, Baltimore MD 2012; S. 102. ISBN 978-1-4214-0469-1
2. ↑  Richard W. Thorington Jr., John L. Koprowski, Michael A. Steele: Squirrels of the World. Johns Hopkins University Press, Baltimore MD 2012; S. 100. ISBN 978-1-4214-0469-1
3. 1 2 3  Hylopetes platyurus in der Roten Liste gefährdeter Arten der IUCN 2014.2. Eingestellt von: J.W. Duckworth, S. Hedges, 2008. Abgerufen am 8. August 2014.
4. 1 2 3  Don E. Wilson & DeeAnn M. Reeder (Hrsg.): Hylopetes platyurus in Mammal Species of the World. A Taxonomic and Geographic Reference (3rd ed).